# الوانا کورو
الوانا کورو (انگلیسی: Ellvana Curo؛ زادهٔ ۲۲ ژانویهٔ ۱۹۹۲) بازیکن فوتبال اهل استرالیا است.
وی همچنین در تیم ملی فوتبال Albania بازی کرده‌است.